# بطولة أمريكا الجنوبية لكرة القدم للسيدات 2003
بطولة أمريكا الجنوبية لكرة القدم للسيدات 2003 (بالإسبانية: Campeonato Sudamericano Femenino de 2003)‏ هو الموسم 4 من  كوبا أمريكا فمنينا. أقيم في 2003، وأشرف على تنظيمه كونميبول، وكان عدد الأندية المشاركة فيه  10، وفاز فيه منتخب البرازيل لكرة القدم للسيدات.